# Циншэнь
Циншэ́нь (кит. упр. 青神, пиньинь Qīngshén) — уезд городского округа Мэйшань провинции Сычуань (КНР).

## История
Во времена империи Западная Вэй в 554 году был образован уезд Цинъи (青衣县). При империи Северная Чжоу в 562 году он был переименован в уезд Циншэн.
В 1950 году был образован Специальный район Мэйшань (眉山专区), объединяющий 10 уездов. В 1953 году он был расформирован, а уезды Мэйшань, Пэншань, Циншэнь, Цзяцзян, Хунъя и Даньлэн вошли в состав Специального района Лэшань (乐山专区). В 1958 году уезд Циншэнь был присоединён к уезду Мэйшань, но в 1962 году восстановлен. В 1968 году Специальный район Лэшань был переименован в Округ Лэшань (乐山地区). В 1985 году округ Лэшань был преобразован в городской округ Лэшань. В 1997 году шесть уездов городского округа Лэшань были выделены в отдельный Округ Мэйшань (眉山地区).
В 2000 году постановлением Госсовета КНР округ Мэйшань был преобразован в городской округ.

## Административное деление
Уезд Циншэнь делится на 7 посёлков и 3 волости.